# Ivani Serebrenic
Ivanilde Vieira Serebrenic (Fátima do Sul, 04 de Novembro de 1967), conhecida como Ivani Serebrenic, é uma empresária, ativista e figura pública brasileira conhecida por sua atuação em defesa dos direitos das mulheres vítimas de violência sexual. Ganhou notoriedade nacional como uma das primeiras denunciantes do ex-médico Roger Abdelmassih, condenado por dezenas de estupros contra pacientes.
Além do ativismo, Ivanilde tem uma trajetória empresarial, sendo sócia de consultorias na área de serviços e tendo exercido funções em sindicatos e na política local, como do diretório municipal do Partido Social Cristão (PSC) e do Sindicato do Comércio Varejista de Derivados de Petróleo (Sincopetro-SP) em Sorocaba (SP). 
Em 2019, foi uma das organizadoras do Fórum Internacional “Eu Não Vou Me Calar”, no Rio de Janeiro, e, por sua atuação pública, recebeu títulos honoríficos no Brasil e no exterior, incluindo a nomeação como Chanceler da Paz Mundial pela organização não governamental Comité Internacional de los Derechos Humanos del Ecuador (CDHU‑Ecuador). Também foi agraciada pela Academia Brasileira de Ciências, Artes, História e Literatura (ABRASCI), onde recebeu os títulos de Imortal Acadêmica e Dama Comendadora.

## Vida Pessoal e Profissional
Ivanilde Vieira Serebrenic nasceu em 4 de novembro de 1967, na cidade de Fátima do Sul, no estado de Mato Grosso do Sul. Posteriormente, mudou-se para Marília (SP), onde construiu sua vida familiar e profissional. É casada com Celso Serebrenic, com quem tem trigêmeos: Giovana, João Vitor e Paulo Henrique.
No campo educacional, é formada em Administração de Empresas pela Universidade de Marília (UNIMAR), onde também concluiu uma pós-graduação em Gestão de Projetos. Além disso, possui MBA em Gestão Financeira – com ênfase em Controladoria, Auditoria e Compliance, também pela mesma instituição. Sua trajetória acadêmica é voltada à administração e ao planejamento estratégico, áreas que influenciaram sua atuação no meio empresarial e social.
Também desenvolveu carreira no setor empresarial e sindical. É sócia-administradora de uma empresa voltada à consultoria e apoio técnico para empresas em processos administrativos e licitatórios. No campo sindical, exerceu o cargo de presidente do Sindicato do Comércio Varejista de Derivados de Petróleo do Estado de São Paulo (SINCOPETRO) na regional de Sorocaba, onde atuou em defesa dos interesses de comerciantes e distribuidores de combustíveis. Também teve envolvimento político-partidário, ocupando a presidência do diretório municipal do Partido Social Cristão (PSC) na mesma cidade.
Participou ativamente da política municipal e estadual, concorrendo a diferentes cargos entre 2004 e 2008. Em sua primeira tentativa, nas eleições de 2004, disputou o cargo de vereadora em Sorocaba pelo Partido da Frente Liberal (PFL), obtendo 1.588 votos nominais. Na eleição seguinte, em 2006, concorreu ao cargo de deputada federal por São Paulo, pelo Partido Social Cristão (PSC), alcançando 9.237 votos, ficando como suplente na coligação. Em 2008, voltou a disputar uma vaga na Câmara Municipal de Sorocaba, novamente pelo PSC, em coligação com PMN e PRP. Recebeu 1.758 votos nominais, mantendo-se como suplente. 

## Vida publica e ativismo
Sua vida publica alcançou nível nacional ao denunciar o caso Roger Abdelmassih, ex-médico especialista em reprodução humana, condenado por dezenas de estupros cometidos contra pacientes entre os anos 1990 e 2000. Ivani foi uma das primeiras mulheres a tornar pública sua denúncia e sua decisão de falar abertamente sobre o caso teve repercussão nacional, contribuindo para a mobilização de outras vítimas e chamando atenção para crimes cometidos por figuras com autoridade profissional.
Nos anos seguintes, Ivani passou a participar ativamente de espaços midiáticos e institucionais voltados à conscientização sobre violência sexual. Em 2018, foi entrevistada no programa Conversa com Bial, da TV Globo, em episódio dedicado à série Assédio, que dramatizou os crimes atribuídos a Abdelmassih. Em 2022, teve novo destaque com a exibição do documentário Abdelmassih: Do Milagre ao Crime, lançado pelo canal Discovery+, no qual relatou sua experiência como uma das vítimas. 
Nos últimos anos ampliou sua atuação como ativista, concentrando-se não apenas na defesa das mulheres vítimas de violência, mas também na promoção dos direitos humanos em sentido mais amplo. Passou a ser convidada para palestrar em eventos acadêmicos, fóruns institucionais e encontros interdisciplinares. Sua abordagem abrange temas como justiça, enfrentamento ao abuso de autoridade, violência de gênero e políticas de acolhimento às vítimas. Em 2019, idealizou e organizou o Fórum Internacional “Eu Não Vou Me Calar”, realizado no Rio de Janeiro, reunindo especialistas, vítimas e organizações civis para discutir estratégias de combate à violência e à impunidade.
Pelo conjunto de sua atuação, recebeu reconhecimentos institucionais de entidades nacionais e internacionais. Foi agraciada com o título de Chanceler da Paz Mundial pelo Comité Internacional de los Derechos Humanos del Ecuador (CDHU-Ecuador), organização não governamental que homenageia personalidades com atuação relevante na promoção da paz e dos direitos fundamentais na América Latina. Recebeu, também, o titulo de Doctor Honoris Causa pelo Instituto Mexicano de Líderes de Excelencia - IMELE, por sua liderança social e luta pelas mulheres. Foi nomeada Presidente do Capitulo brasileiro da Fundacion FIND. No Brasil, recebeu os títulos de Imortal Acadêmica e Dama Comendadora, quando também recebeu a Grão-Cruz de Dom Pedro I, da Academia Brasileira de Ciências, Artes, História e Literatura (ABRASCI), em reconhecimento a sua contribuição cívica e cultural.  